# Sempervivum minutum
Sempervivum minutum là một loài thực vật có hoa trong họ Crassulaceae. Loài này được (Kunze ex Willk.) Nyman ex Pau miêu tả khoa học đầu tiên năm 1909.